# Bustamante (Nuevo León)
Bustamante (offiziell San Miguel de Bustamante) ist eine Kleinstadt mit ca. 3500 Einwohnern im Bundesstaat Nuevo León im Norden Mexikos; sie ist der Hauptort eines ca. 465 km² großen, aber nahezu menschenleeren gleichnamigen Verwaltungsbezirks (municipio). Der Ort wurde im Jahr 2018 als Pueblo Mágico eingestuft.

## Lage und Klima
Bustamante liegt in einem bewaldeten Tal ca. 110 km (Fahrtstrecke) nördlich der Provinzhauptstadt Monterrey in einer Höhe von ca. 450 m; nächstgelegene Stadt ist das ca. 41 km östlich gelegene Sabinas Hidalgo. Das Klima ist überwiegend trocken und warm bis gemäßigt (Steppenklima); Regen (ca. 400–500 mm/Jahr) fällt überwiegend im Sommerhalbjahr.

## Bevölkerungsentwicklung
| Jahr      | 1900 | 1950 | 2000 | 2020 |
| Einwohner | 3341 | 3115 | 3640 | 3524 |

Die Bevölkerung der Stadt ist gemischt; Indios und Mestizen bilden die Mehrheit, Spanisch ist jedoch die Umgangssprache. Neben dem Hauptort gibt es noch mehrere Einzelgehöfte (ranchos) mit jeweils unter 10 Einwohnern.

## Wirtschaft
Bustamante ist das Zentrum eines Silberminenbezirks, von denen die meisten jedoch stillgelegt worden sind. Das Umland wird vorwiegend als Weidegebiet genutzt; bewirtschaftete Ackerböden nehmen nur etwa 1,5 % der Gemeindefläche ein. Aus Agaven (magueys) wird eine Art Mezcal-Likör hergestellt.

## Geschichte
Der Ort wurde im Jahr 1686 von den Spaniern als San Miguel de Aguayo de la Nueva Tlaxcala gegründet. Die im Tross mitgeführten Tlaxcalteken wurden in der Folge als Minenarbeiter eingesetzt. Im Jahr 1832 erhielt der Ort das Stadtrecht (villa) und den neuen Namen San Miguel de Bustamante nach dem damaligen Präsidenten Anastasio Bustamante.

## Sehenswürdigkeiten
- Die im Jahr 1760 fertiggestellte Iglesia de San Miguel Arcángel hat einen seitlichen Glockenturm (campanario). Das Kircheninnere ist einschiffig und von einer Holzbalkendecke bedeckt.
- Das breitgelagerte zweigeschossige Rathaus (ayuntamiento) stammt aus dem 19. Jahrhundert.

Umgebung
- In den Wäldern der Umgebung finden sich zahlreiche Wandermöglichkeiten; hier finden sich zahlreiche Nussbäume (nogales).
- Im nordöstlichen Abhang der Sierra de Gomas knapp 4 km südwestlich des Ortes befindet sich das im Jahr 1906 entdeckte ausgedehnte Höhlensystem der Grutas de Palmito.[4]